# پونتورمو
پونتورمو (ایتالیایی: Pontormo؛ ‏ ۲۴ مهٔ ۱۴۹۴ – ۲ ژانویهٔ ۱۵۵۷) یک نقاش اهل ایتالیا بود. با نام اصلی جاکوپو دا پونتورمو که بیشتر با همان نام خلاصه شدهٔ پونتورمو شناخته می‌شود یک نقاش و چهره‌نگار شیوه گرایی و سبک ایتالیایی از مدرسه فلورانس بود، کارهای او نشان دهندهٔ یک تغییر سبک عمیق از نظم ژرف آرام که هنر فلورانس دورهٔ رنسانس بود می‌باشد، پونتورمو به واسطهٔ استفاده از ژست گیری‌های دوگانه در نقاشی همراه با چشم‌اندازهای مبهم شهره است، چهرههایی که او می‌کشید اغلب به نظر می‌رسید حالتی شناور در یک محیط نامطمئن را دارند، بدون مانع توسط نیروهای گرانش.
او سال ۱۵۰۸ میلادی به فلورانس آمد و از شاگردان لئوناردو دا وینچی و ماریوتو آلبرتینلی بود. پس از آنکه یکی از آثارش بسیار مورد تحسین میکل‌آنژ قرار گرفت، سفارش‌های زیادی از طرف خاندان مدیچی دریافت کرد.

## نگارخانه

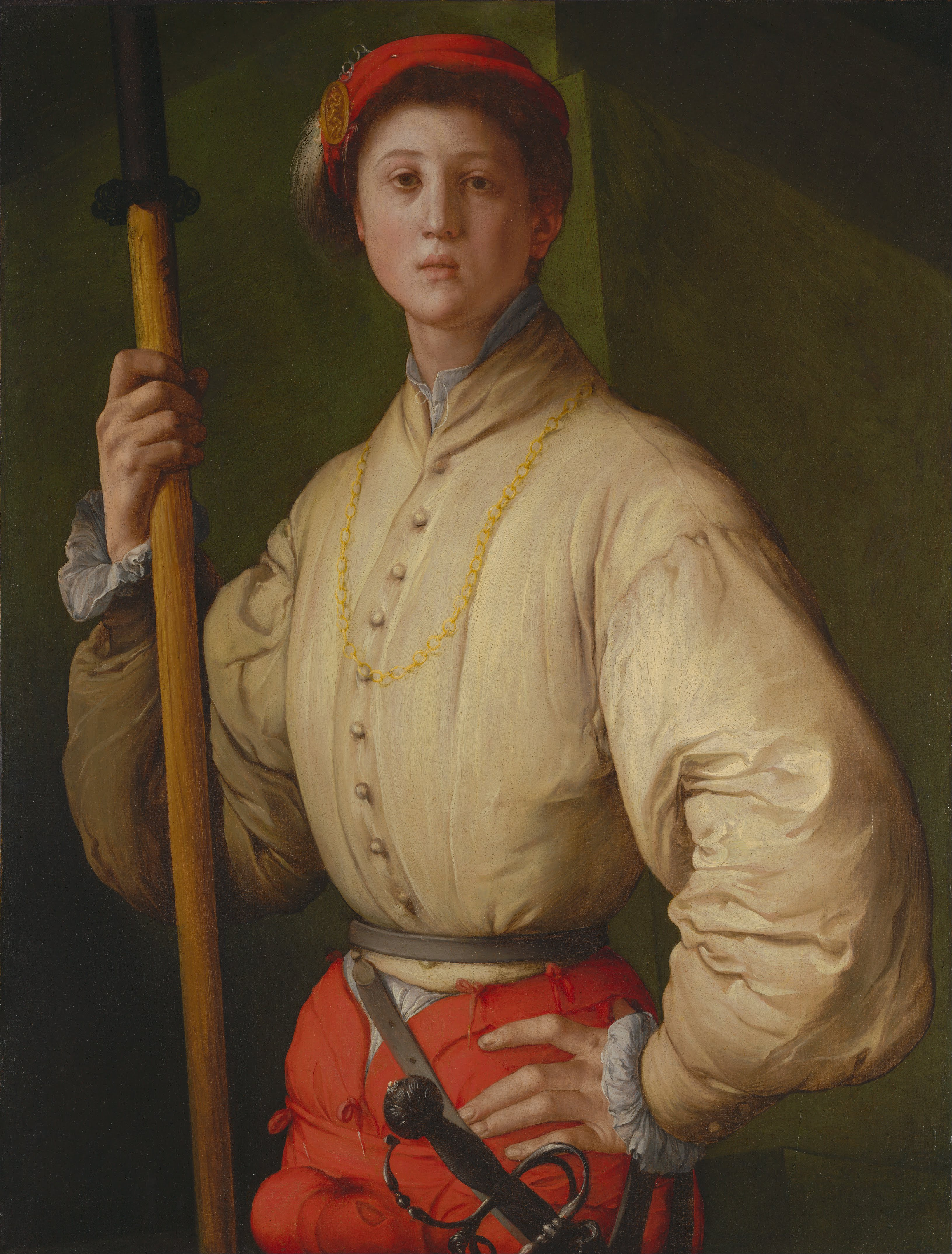
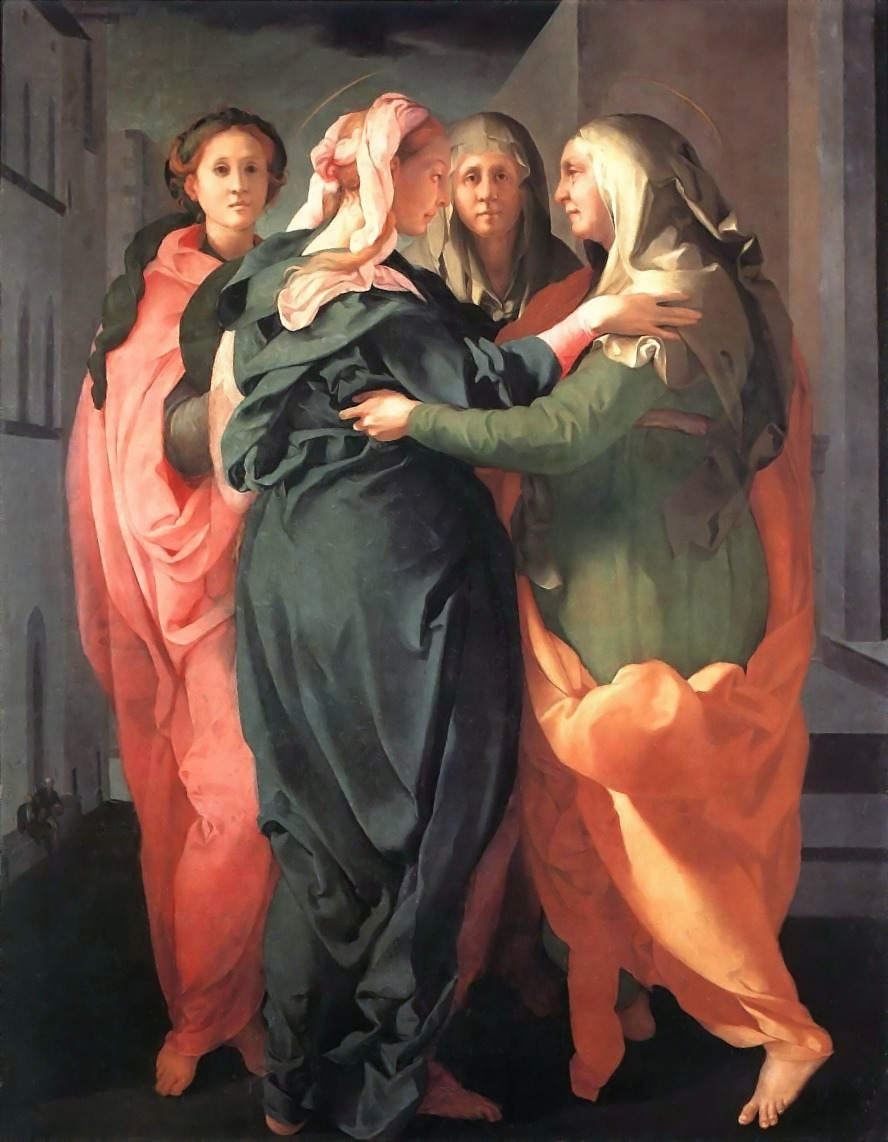
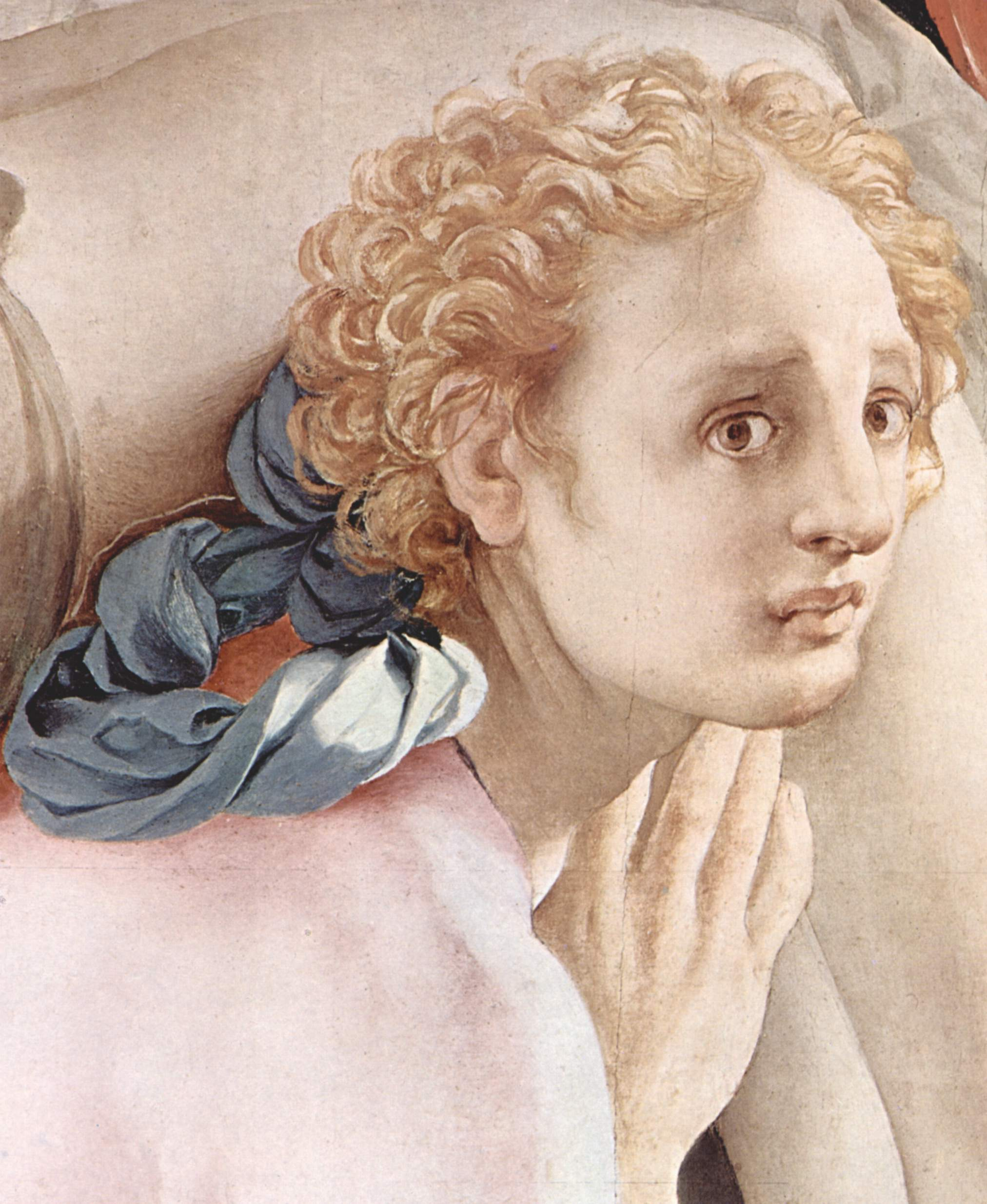
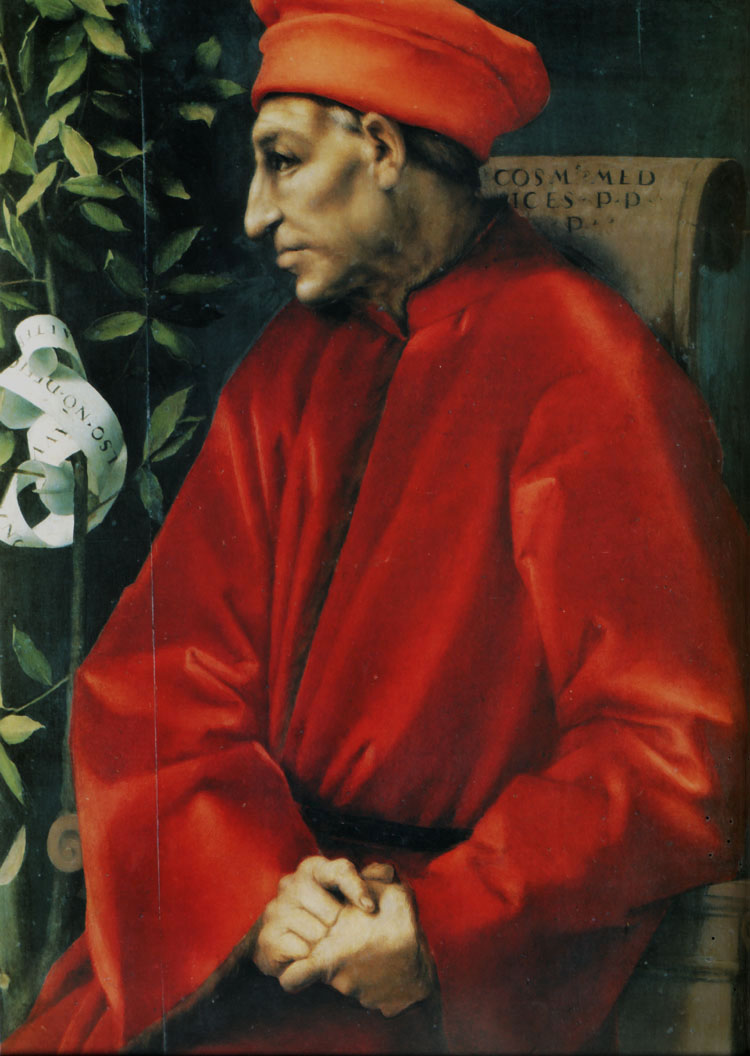